# Now United
Now United (manchmal auch als NU abgekürzt) ist eine globale Popgruppe, die 2017 in Los Angeles, Kalifornien, USA, vom Idols-Erfinder Simon Fuller gegründet wurde. Ursprünglich bestand die Gruppe aus 14 Mitgliedern aus 14 verschiedenen Ländern. Seitdem hat sie insgesamt 19 Länder vertreten und 22 offizielle Mitglieder.

## Geschichte

### 2016–2017: Vor dem offiziellen Debüt
Im Jahr 2016 begann der Idols-Erfinder und Spice-Girls-Manager Simon Fuller mit der Suche nach Talenten, um seinen Plan zu verwirklichen, eine globale Popgruppe mit Mitgliedern aus der ganzen Welt zu gründen. Die Auswahl erfolgte über soziale Medien sowie Tanzschulen und Musikakademien unter Einsatz erfahrener Choreografen, Gesangstrainer und Songwriter.
Im September 2017 gab Fuller an, dass er „zur Rekrutierung der 14 Jugendlichen von Now United 20 Leute beschäftigte, die 18 Monate lang die Welt bereisten und Vorsprechen mit Gruppen von jeweils 10 bis 20 Leuten abhielten“. Nachdem er jedoch die Talente verschiedener Jugendlicher gesehen hatte, beschloss er, eine Gruppe aus 14 Mitgliedern verschiedener Nationalitäten und möglichen zukünftigen Mitgliedern zu bilden. Vom 11. bis 22. November 2017 wurden alle Mitglieder bekannt gegeben. Am 13. November erschien der erste Teaser der kompletten Gruppe, im Song „Boom Boom“ des Plattenproduzenten RedOne.

### 2017–2018: Debüt und Promo World Tour
Am 5. Dezember 2017 veröffentlichten Now United ihre erste Single „Summer in the City“ auf Al Gores „24 Hours of Reality“.
Im April 2018 startete die Gruppe ihre Promo World Tour, bei der sie in zahlreichen TV-Shows auf der ganzen Welt auftrat. Die Tour begann in Moskau und hatte ihren ersten öffentlichen Auftritt im Fernsehen mit „Summer in the City“ im Finale der russischen Version von The Voice Kids.
Am 5. Juli debütierte Now United in den USA in The Late Late Show with James Corden, der „Summer in the City“ aufführte. Am 24. Juli veröffentlichte Now United den Single „What Are We Waiting For“. Am 20. September veröffentlichte Now United den Single „Who Would Think That Love?“. Am 15. Dezember veröffentlichte die Gruppe den Song zu „How We Do It“ mit dem indischen Rapper Badshah.

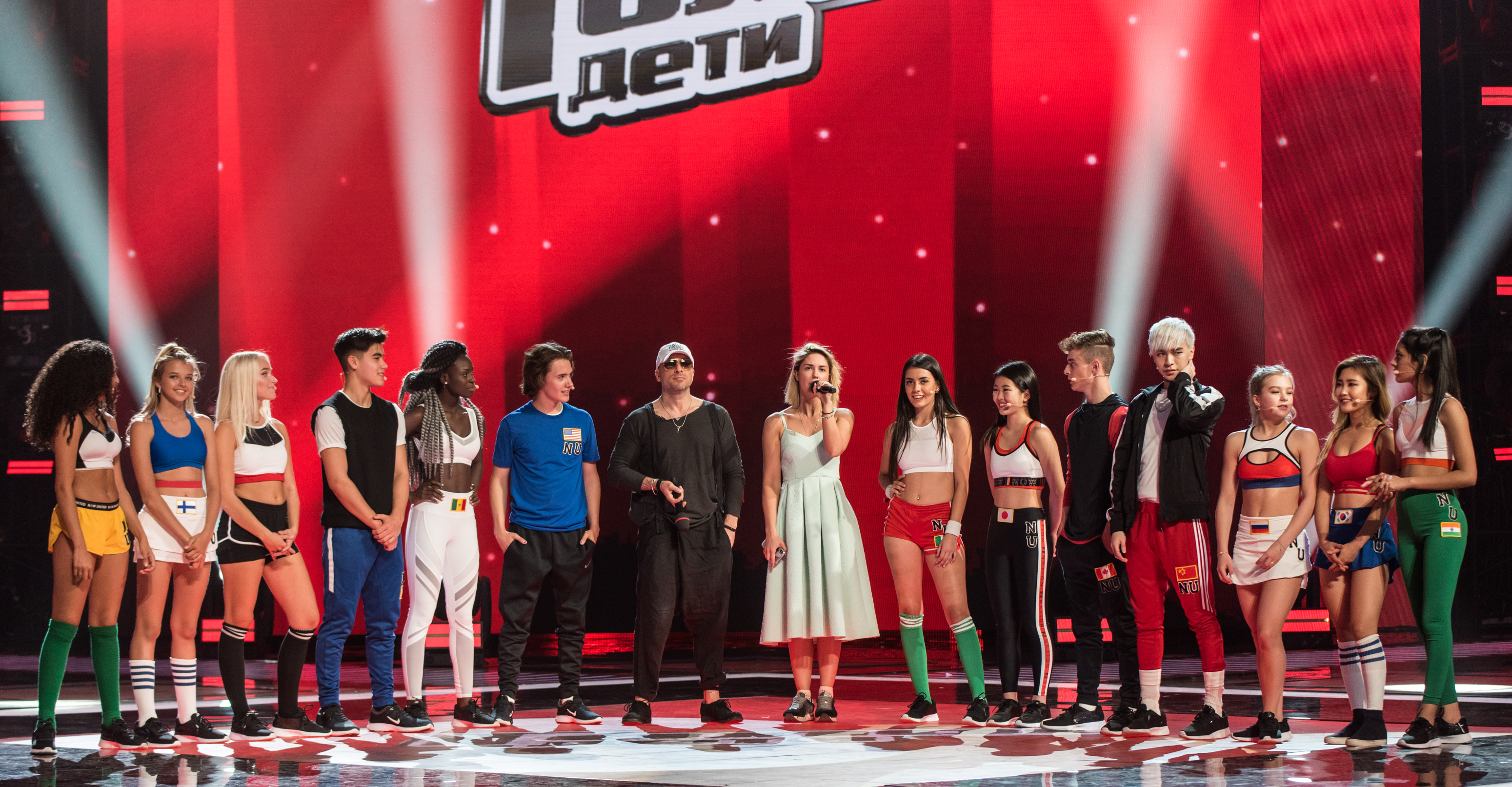
Now United (2018)

### 2019: Dreams Come True Tour und Special Olympics
Während der Philippinen-Tournee filmte Now United am 17. März den Song „Afraid of Letting Go“ und veröffentlichte ihn. Die Gruppe nahm auch an der Eröffnungsfeier der Special Olympics World Summer Games 2019 in Abu Dhabi teil.
Am 7. Juni wurde das Video zu „Paraná“ veröffentlicht. Mitte 2019 wurde bekannt gegeben, dass Now United zwei neue Mitglieder hinzufügen würde, wobei das erste aus Australien kommen würde. Die Auswahl erfolgte über soziale Medien und Fan-Voting. Im Oktober wurde offiziell bekannt gegeben, dass die Suche nach einem neuen Mitglied aus dem Nahen Osten oder Nordafrika begonnen habe.
Während der Tour drehten sie auch ihr Musikvideo „Legends“, das am 14. November veröffentlicht wurde. Im November 2019 startete die Gruppe ihre „Dreams Come True Tour“ in Brasilien. Am 15. Dezember wurde „Na Na Na“ mit der Hauptstimme von Sabina veröffentlicht, das im Stadttheater in Rio de Janeiro gedreht wurde. „Let Me Be the One“ wurde am 28. veröffentlicht.

### 2020–2021: Quarantäne und neue Mitglieder
Am 12. Februar wurde „Live This Moment“ als erste Single des Jahres veröffentlicht. Am 28. Februar stellte die Gruppe ihr 15. Mitglied vor, Savannah Clarke aus Australien. Am 7. März war Savannah Clarke zum ersten Mal auf der Single „Come Together“ zu hören. Die Gruppe sollte zwischen Mai und Juni zu ihrer „Come Together“-Tournee aufbrechen, die jedoch aufgrund von COVID-19-Bedenken auf den 20. März verschoben wurde.
Am 8. Mai wurde das Lied zu „Dana Dana“ veröffentlicht und inmitten der Coronavirus-Pandemie aus der Ferne gefilmt. Das Lied wurde mehrere Monate lang gehänselt und enthielt Shivani Paliwals Rap auf Hindi. „Stand Together“ erschien am 23. Juni desselben Jahres.
Am 21. September gab Simon Fuller, der Manager der Gruppe, das 16. Mitglied bekannt, Nour Ardakani aus dem Libanon.
Am 28. Juni 2021 gab die Gruppe bekannt, dass sie ihr erstes virtuelles Camp mit dem Namen „Camp Now United 2021“ veranstalten werde. Die „Now Love Live Show“ wurde im Louvre Abu Dhabi gefilmt und am 1. Juli exklusiv über YouTube Premium gestreamt. Das Online-Konzert war das erste große Konzert der Gruppe seit 2019 und das Debütkonzert für Nour, Savannah, Melanie und Alex.
Die Dreharbeiten zu „Camp Now United 2021“ begannen am 5. Juli 2021 in Brasilien. Das Musikvideo zu „Wave Your Flag“ wurde am 14. Juli offiziell veröffentlicht. Der Film wurde im Louvre Abu Dhabi gedreht und war das Debüt von Alex Mandon Rey. Am 15. Juli wurde der Start des Camp Now United-Wettbewerbs bekannt gegeben, bei dem 12 Gewinner für eine Reise nach Abu Dhabi ausgewählt wurden.
Am 30. November wurde Mélanie Thomas aus der Elfenbeinküste als neues Mitglied bekannt gegeben. Am 2. Dezember gab die Gruppe bekannt, dass Now United um ein neues männliches Mitglied erweitert werde. „Pas Le Choix (Manal Mix)“ war erstmals die neue Single der Gruppe. Am 10. Dezember wurde die Single mit den Mädchen der Gruppe offiziell veröffentlicht.

### 2025: Wiedervereinigung
Am 4. Februar 2025 gab Melanie Thomas bekannt, dass sie die Gruppe verlassen würde, um ihre Solokarriere fortzusetzen.
Am 28. April gab die Gruppe bekannt, dass sie mit den Mitgliedern Savannah, Nour, Desirée, Sina und Shivani sowie mehreren ehemaligen Mitgliedern auf Tour gehen würde. Es wurde auch bekannt gegeben, dass der Gruppe neue Mitglieder hinzugefügt würden. Zu den Tourorten gehören Brasilien, Portugal, Hongkong, Saudi-Arabien und andere, die noch bekannt gegeben werden. Am 3. Mai wurde die Aufnahme des 19. Mitglieds der Gruppe angekündigt.
Am 4. Mai wurde Rachel Manurung offiziell als 19. Mitglied bekannt gegeben und vertritt Indonesien. Am 18. Mai wurde Jayna, zunächst ein vorübergehendes Mitglied, offiziell als neue Vertreterin der Philippinen als Nachfolgerin von Bailey bekannt gegeben. Mit diesem Update nehmen zwei philippinische Mitglieder aus den Philippinen an der Reunion Tour teil.

## Mitglieder
| Nr. | Land                   | Name             | Status  | Debüt | Letzte Aktivität |
| --- | ---------------------- | ---------------- | ------- | ----- | ---------------- |
| 01  | Senegal                | Diarra Sylla     | Inaktiv | 2017  | 2020             |
| 02  | Vereinigtes Königreich | Lamar Morris     | Inaktiv | 2017  | 2024             |
| 03  | Mexiko                 | Sabina Hidalgo   | Inaktiv | 2017  | 2023             |
| 04  | Indien                 | Shivani Paliwal  | Inaktiv | 2017  | 2023             |
| 05  | Russland               | Sofya Plotnikova | Inaktiv | 2017  | 2024             |
| 06  | Brasilien              | Any Gabrielly    | Inaktiv | 2017  | 2022             |
| 07  | Vereinigte Staaten     | Noah Urrea       | Inaktiv | 2017  | 2022             |
| 08  | China                  | Krystian Wang    | Inaktiv | 2017  | 2020             |
| 09  | Philippinen            | Bailey May       | Inaktiv | 2017  | 2023             |
| 10  | Japan                  | Hina Yoshihara   | Inaktiv | 2017  | 2023             |
| 11  | Südkorea               | Heyoon Jeong     | Inaktiv | 2017  | 2023             |
| 12  | Deutschland            | Sina Deinert     | Inaktiv | 2017  | 2023             |
| 13  | Finnland               | Joalin Loukamaa  | Inaktiv | 2017  | 2022             |
| 14  | Kanada                 | Josh Beauchamp   | Inaktiv | 2017  | 2022             |
| 15  | Australien             | Savannah Clarke  | Aktiv   | 2020  | -                |
| 16  | Libanon                | Nour Ardakani    | Aktiv   | 2020  | -                |
| 17  | Elfenbeinküste         | Mélanie Thomas   | Inaktiv | 2020  | 2025             |
| 18  | Spanien                | Alex Mandon Rey  | Inaktiv | 2021  | 2023             |
| 07  | Vereinigte Staaten     | Zane Carter      | Inaktiv | 2022  | 2024             |
| 06  | Brasilien              | Desirée Silva    | Aktiv   | 2023  | -                |
| 09  | Philippinen            | Jayna Hughes     | Aktiv   | 2023  | -                |
| 19  | Indonesien             | Rachel Manurung  | Aktiv   | 2025  | -                |

## Diskografie
- 2023: The Musical: Welcome to the Night of Your Life (mit Lilith Freund)[6]